# Звукорассеивающий слой

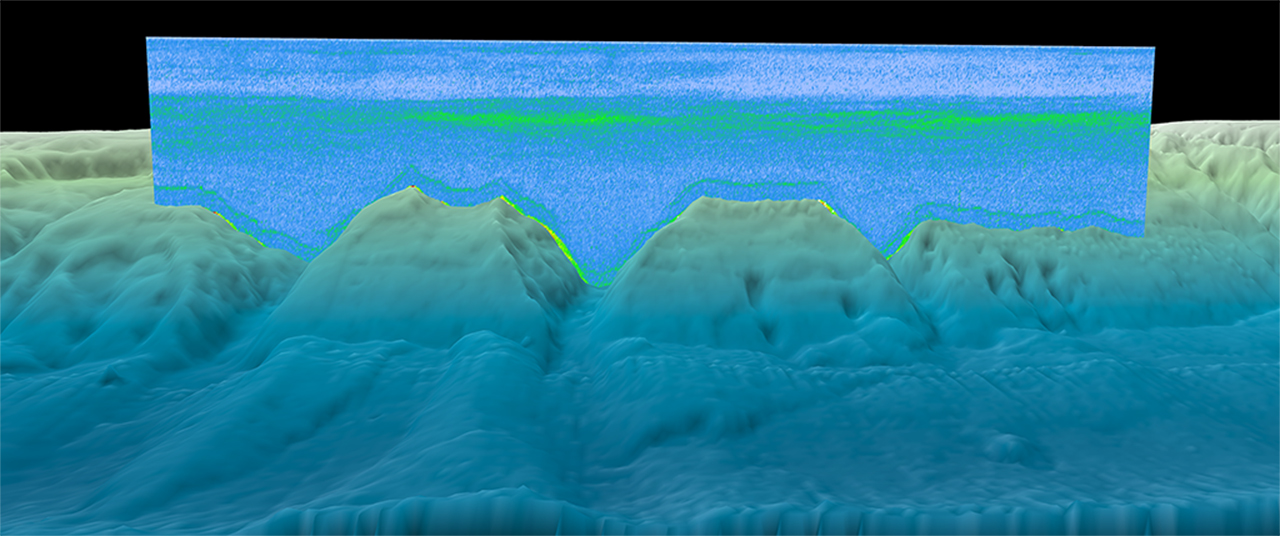
Изображение, полученное в 2013 году в результате сканирования водного столба сонаром научно-исследовательского судна «Okeanos Explorer» в северной Атлантике, зелёная область над дном, вероятно, является звукорассеивающим слоем

Звукорассеивающий слой — слой в океане, состоящий из разнообразных морских животных.

## История
Звукорассеивающий слой был открыт с помощью сонара, когда корабли нашли слой, рассеивающий звук, который иногда ошибочно принимали за морское дно. По этой причине он иногда называется «призрачным дном». Операторы сонаров, используя новую сонарную технологию во время Второй мировой войны, были озадачены тем, что выглядело как ложное морское дно на глубине 300—500 метров днём и на меньшей глубине ночью. Так был открыт звукорассеивающий слой у берегов Южной Калифорнии летом 1942 года. В первые годы этот загадочный феномен получил название «слой ECR» по инициалам его основных исследователей (Eyring, Christensen, Raitt). Оказалось, что он был образован миллионами морских организмов, особенно маленькими мезопелагическими рыбами, чьи плавательные пузыри отражали звук. Эти организмы мигрировали вверх на меньшие глубины для питания планктоном.

## Описание
Слой простирается между двумя континентальными склонами. В дневное время расположен на глубинах 300—1300 метров. Каждый день он поднимается и опускается в соответствии с суточной вертикальной миграцией организмов. Ночью слой находится глубже, когда на небе светит Луна, хотя может подниматься выше, когда её заслоняют тучи. Светящиеся анчоусы составляют большую часть биомассы, ответственной за звукорассеивающий слой Мирового океана. Сигнал сонара отражается от плавательных пузырей этих рыб, а также от пневматофоров сифонофор, создавая эффект «призрачного дна».
Большинство мезопелагических организмов, включая мезопелагических рыб, кальмаров и сифонофор, совершают суточные вертикальные миграции. Ночью они поднимаются в менее глубокую эпипелагическую зону, часто следуя за аналогичными миграциями зоопланктона, и возвращаются на мезопелагические глубины в дневное время суток. Эти вертикальные миграции совершаются на значительные расстояния. Рыбы используют для них свой плавательный пузырь. Плавательный пузырь надувается, когда рыба хочет передвинуться выше и, учитывая то, что в мезопелагической зоне высокие давления, на это затрачивается значительная энергия. Когда рыба хочет опуститься ниже, плавательный пузырь сдувается. Некоторые мезопелагические рыбы совершают суточные вертикальные миграции через термоклин, где температура изменяется на 10—20 °C, проявляя, таким образом, значительную терпимость к изменению температуры.